# Fred Quimby
Frederick Clinton Quimby (Mineápolis, Minnesota; 31 de julio de 1886-Santa Mónica, California; 16 de septiembre de 1965), más conocido como Fred Quimby, fue un productor cinematográfico estadounidense. Como parte del estudio de animación de MGM, uno de sus trabajos más importantes fue la serie Tom y Jerry, junto al equipo de William Hanna y Joseph Barbera.
Ganó numerosas veces el Óscar al mejor cortometraje animado por los cortometrajes de Tom y Jerry. En sus respectivas autobiografías, algunos directores consideraron este hecho bastante agravante. Muchos consideraban a Quimby como un tirano que interfería innecesariamente en sus trabajos y además tomaba el crédito. Irónicamente, a pesar de que era un productor de dibujos animados, Quimby no presentaba un gran sentido del humor.

## Premios y distinciones
Premios Óscar
| Año  | Categoría                  | Película                   | Resultado |
| ---- | -------------------------- | -------------------------- | --------- |
| 1941 | Mejor cortometraje animado | The Milky Way              | Nominado  |
| 1942 | Mejor cortometraje animado | The Rookie Bear            | Nominado  |
| 1942 | Mejor cortometraje animado | The Night Before Christmas | Nominado  |
| 1943 | Mejor cortometraje animado | The Blitx Wolf             | Nominado  |
| 1944 | Mejor cortometraje animado | The Yankee Doodle Mouse    | Ganador   |
| 1945 | Mejor cortometraje animado | Mouse Trouble              | Ganador   |
| 1947 | Mejor cortometraje animado | The Cat Concerto           | Ganador   |
| 1948 | Mejor cortometraje animado | Dr. Jekyll and Mr. Mouse   | Nominado  |
| 1949 | Mejor cortometraje animado | The Little Orphan          | Nominado  |
| 1951 | Mejor cortometraje animado | Jerry's Cousin             | Nominado  |
| 1952 | Mejor cortometraje animado | The Two Mouseketeers       | Ganador   |
| 1953 | Mejor cortometraje animado | Johann Mouse               | Ganador   |
| 1953 | Mejor cortometraje animado | Little Johnny Jet          | Nominado  |
| 1955 | Mejor cortometraje animado | Touché, Pussy Cat          | Nominado  |
| 1956 | Mejor cortometraje animado | Good Will to Men           | Nominado  |

- Ganador 1945: Quiet Please! - Productor
- Nominado 1949: Hatch Up Your Troubles - Productor